# 都立高校入試における英語スピーキングテスト問題
都立高校入試における英語スピーキングテスト問題（とりつこうこうにゅうしにおけるえいごスピーキングテストもんだい）は、中学3年生に英語のスピーキングテストを実施し東京都立高等学校入試に反映させる東京都の方針をめぐる問題。

## 概要
英語スピーキングテスト（ESAT-J）は、東京都における英語教育の中で「話すこと」の能力を測るアチーブメントテストとして中学3年生に対して実施するもの。学習の成果をみるために都立高校入試にも活用される。
このうち「都立高校入試への活用」をめぐり、主に以下のような点が問題視されている。
1. 受験生への公平性[注 1]
2. 個人情報の取り扱い[注 2]
3. 民間企業との癒着の疑い[注 3]

## 時系列
- 2017年 東京都教育委員会が民間活用の英語スピーキングテスト導入を決定[4]。
- 2019年11月 英語スピーキングテストのプレテスト（試行調査）を実施[4]。
- 2021年9月 英語スピーキングテストの名称を「ESAT-J[注 4]」に決定[5]。
- 2021年11月 ESAT-J確認プレテストを実施[5]。
- 2022年10月 ESAT-Jを入試に使わないことを求める都議会の条例案で都民ファ3議員が造反[6]。
- 2022年11月21日 保護者らがESAT-Jへの公金支出差し止めを求める住民訴訟を提訴[7]。
- 2022年11月27日 ESAT-J実施[1]。
- 2023年1月30日 「都立高校入試へのスピーキングテスト導入の中止を求める会」が音漏れ等の問題を調査するように求める要望書を提出[8]。
- 2023年7月13日 事業者からベネッセが撤退[9]。
- 2023年10月17日 次期事業者がブリティッシュ・カウンシルに正式決定[10]。